# L'Histoire d'une mère (film)
Pour plus de détails, voir Fiche technique et Distribution.
L'Histoire d'une mère est un film français réalisé par Sandrine Veysset et sorti en 2017.

## Fiche technique
- Titre : L'Histoire d'une mère
- Réalisation : Sandrine Veysset
- Scénario : Sébastien Régnier et Sandrine Veysset, d'après le conte de Hans Christian Andersen
- Photographie : Hélène Louvart
- Costumes : Gil Lesage
- Son : Antoine Mercier
- Mixage : Jean-Marc Schick
- Montage : Mathilde Grosjean
- Musique : Reno Isaac
- Pays d'origine :  France
- Production : La Huit Production
- Durée : 82 minutes
- Date de sortie : France - 15 février 2017

## Distribution
- Lou Lesage : Neige
- Catherine Ferran : Héloïse
- Albert Geffrier : Louis
- Ivan Franek : Piotr
- Dominique Reymond : La Mort